# Kyrkohandbok
En kyrkohandbok är en bok med ordningar för gudstjänster och kyrkliga handlingar. 
Den status  de olika kyrkohandböckerna har varierar mellan de olika samfunden. Inom vissa samfund följs den noggrant - en präst i Svenska kyrkan är skyldig att följa kyrkohandbokens gällande ordalydelse och får inte på eget initiativ göra förändringar - inom andra ses den mer som en samling tips och stommar att utgå ifrån. Störst är variationen från kyrkohandboken när det gäller vanliga gudstjänster, minst när det gäller mer ovanliga och högtidliga händelser som till exempel prästvigning.

## Historia
Beskrivningar av hur olika gudstjänster skall eller brukar gå till finns från kyrkans hela historia. Den äldsta kyrkohandboken kan sägas vara Didaché från omkring 100 e.Kr. Genom kyrkohistorien har införandet av nya kyrkohandböcker ofta lett till konflikter (Se bland andra Book of Common Prayer).
Gregorius den stores litugiska samlingsverk Sacramentium från 500-talet kom att spela en betydande roll för kyrkohandböckerna. Under medeltiden tillkom en mängd liturgiska böcker, vilka delvis var beroende av den gamla traditionen. För att skapa större likformighet utgav Pius V 1570 Rituale romanum, reviderat 1604. Nu gällande liturgiska föreskrifter inom den romersk-katolska kyrkan härstammar från 1634, men ett antal senare revisioner.
Inom den protestantiska kyrkan inledde Martin Luther utarbetandet av en egen kyrkohandbok, som resulterade i Von ordenung gottis dienst ynn der gemeyne (1514), Formula missæ (1524) och Deutsche Messe (1526).

## Sverige

### Svenska kyrkan
Den första kyrkohandböckerna för Svenska kyrkan, Een handbock påå swensko. Ther doopet och annat mera vthi ståår. (1529) och Then swenska messan (1531), utgavs av Olavus Petri och antogs 1541. Dessa skrifter byggde huvudsakligen på svensk medeltida tradition och Luthers skrifter. Nya upplagor medförde flera ändringar. Kyrkolagen 1572 ingrep även på det liturgiska området. Häftiga strider fördes om Johan III:s så kallade "röda bok", Liturgia Svecanæ Ecclesiæ catholicæ & orthodoxæ conformia 1576, som grep tillbaka på romersk-katolska kyrkobruk. Vid Uppsala möte 1593 bestämdes, att åtskilliga kyrkobruk skulle borttas. Efter omfattande förarbeten utkom 1614 Handbook ther vthi är författadt huruledes gudztiensten med christlige ceremonier och kyrkiosedher, vthi wåra swenska församlingar skal bliffua hållin och förhandlad. I denna var kyrkohandbok och mässbok förenade (en ordning som sedan följts i alla handböcker till dags dato). 1614 års kyrkohandbok lyckades dock inte åstadkomma någon liturgisk enhetlighet utan de liturgiska föreskrifterna och böneformulären kunde skilja sig åt mellan stiften. 
Starka reformkrav restes snart, vilket resulterade i 1693 års kyrkohandbok, som var en ”förbättrad och förmerad” utgåva av 1614 års version. Med denna infördes strikt enhetlighet, och den kom formellt att gälla i över 100 år.
Önskemål om en ny kyrkohandbok resulterade i kyrkohandboken av år 1811. Denna bröt på flera sätt med traditionen. Flera liturgiska moment ströks eller omformulerades och en tung botstämning kom att dominera. I nattvardsmässan uteslöts prefationen. Betoningen lades på predikan som kom att dominera gudstjänsten och församlingen passiviserades. En ordning för högmässa utan nattvard infördes och blev med tiden den vanligaste. En nyhet var att konfirmation infördes. 
Efter hand restes allt mer kritik mot 1811 års kyrkohandbok vilket ledde till partiella reformer under 1800-talets lopp. Två nya förslag till kyrkohandböcker framlades 1854 och 1856, dock utan att vinna allmänt gillande. 1868 omarbetades flera kapitel i kyrkohandboken.
Med 1894 års kyrkohandbok ville man återknyta till äldre skick, och de moment som strukits 1811 återinfördes. Kyrkoårets omväxling markerades genom alternativa böner och den liturgiska musiken ordnades i kyrkoårsvarierade serier. En jämvikt mellan liturgi och predikan eftersträvades. Församlingen skulle aktivt delta i bekännelse, lovsång, tillbedjan och nattvardsgång. 1894 års kyrkohandbok blev en viktig startpunkt för den liturgiska förnyelse som skulle prägla Svenska kyrkan under 1900-talet.
Kyrkohandboken 1917 innebar bara smärre förändringar mot den tidigare. Den nicenska trosbekännelsen som uteslutits 1811 återinfördes, liksom Intriotutus-sång ur Psaltaren på högtidsdagar, något som försvunnit redan 1614.
1942 års kyrkohandbok innebar fortsatt liturgisk förnyelse. Skriftermålet (med skriftetal, syndabekännelse och avlösning) infogades i högmässoritualet, en teologiskt fördjupande nattvardsbön infördes, liksom ordningar för vigning av missionärer, diakoner och diakonissor. Det inskärptes att kyrkohandbokens texter och anvisningar skulle följas i varje detalj och den antagna gudstjänstmusiken fick förpliktande karaktär.
Med 1986 års kyrkohandbok byggdes nattvardsbönerna ut och fördjupades, botmotivet ersattes av glädje och tacksägelse. Församlingens aktiva delaktighet förtydligades och förbönerna skulle ha en lokal förankring. De kyrkliga handlingarnas karaktär av församlingsgudstjänster betonades och i dopordningen återinfördes dopljuset och dopfrågan.
Nu gällande kyrkohandbok för Svenska kyrkan antogs 2017.

#### Svenska kyrkans kyrkohandböcker
- 1529: (antagen 1541) Een handbock påå swensko....
- 1531: Then Swenska Messan, mässbok
- 1576: Johan III:s röda bok
- 1614: 1614 års kyrkohandbok
- 1693: 1693 års kyrkohandbok
- 1811: 1811 års kyrkohandbok
- 1894: 1894 års kyrkohandbok[3]
- 1917: 1917 års kyrkohandbok
- 1942: Den svenska kyrkohandboken 1942
- 1986: Den svenska kyrkohandboken 1986
- 2017: Kyrkohandboken 2017

### Missionskyrkan
De svenska frikyrkorna hade länge inga kyrkohandböcker. Missionskyrkan utgav dock 1927 Handbok till den kristna församlingens tjänst, vilken utkom i nya bearbetade utgåvor 1928, 1947 och 1963. Den nu gällande fastställdes 2003 och innehåller ordningar för gudstjänster, barnvälsignelse, dop, dopbekräftelse, välkomnande av nya medlemmar, vigsel, begravning liksom ordination av pastorer och diakoner samt avskiljning till missionsföreståndare och andra särskilda tjänster.

### Andra frikyrkor
1983 och 1990 utarbetade Missionskyrkan, Svenska Alliansmissionen och Svenska Frälsningsarmén en gemensam version av Handbok till den kristna församlingens tjänst. Till skillnad från Missionskyrkans nuvarande handbok från 2003 var den inte fastställd av kyrkostyrelsen utan bara utgiven av samfundet. På liknande sätt hade Baptistsamfundet och Örebromissionen (som numera ingår i Evangeliska Frikyrkan) den gemensamma handboken Till församlingens tjänst, som utkom i nya utgåvor 1924, 1940, 1955 och 1974. Tillsammans med Fribaptistsamfundet, Helgelseförbundet och Finlands svenska baptistsamfund utgav man en ny utgåva av samma kyrkohandbok 1987.
Metodistkyrkan har utgett anvisningar för gudstjänstfirande i sina kyrkohandböcker som utkommit i nya utgåvor 1889, 1917, 1941, 1968 och 1986.
Gudstjänstboken är en ekumenisk kyrkohandbok som utgavs 2005 och används av församlingar inom Baptistsamfundet, Alliansmissionen, Evangeliska Frikyrkan och Pingströrelsen. Pingströrelsen hade tidigare ingen handbok, och införandet av en sådan ses av många som ett radikalt steg i det samfundet. Särskilt radikalt är det att Gudstjänstboken innehåller en ritual för barndop, något som Alliansmissionen tillämpar, men som de övriga, baptistiska samfunden, avvisar.